# Beatriu de Montluçon
Beatriu de Montluçon va ser una noble. Era filla d'Arquimbald, senyor de Montluçon i Beatriu de Pierremont.
Es va casar amb Arquimbald VIII el Gran, senyor de Borbó, el qual ja havia estat casat anteriorment. Amb aquest matrimoni, Montluçon definitivament entra a la senyoria borbònica.
Van tenir diferents fills:
- Beatriu de Borbó, casada amb Berald VIII de Mercœur, senyor de Mercœur
- Arquimbald IX de Borbó, senyor de Borbó i comte de Nevers, d'Auxerre i de Tonnerre
- Maria de Borbó-Dampierre, casada amb Joan I de Dreux, Comte de Dreux